# Paulinho Kadojeba
Paulinho Ecerae Kadojeba é um ativista do Brasil. Ele cria filmes para distribuir informação sobre sua comunidade indígena, os Bororos. Seus filmes focam nos aspetos culturais dos Bororos e as lutas que os Bororos enfrentam em seus cotidianos.

## Educação e trabalho profissional
Paulinho Kadojeba fez colegial na Escola Estadual “Antonio Nonato Rocha” no Mato Grosso. 
Fez faculdade na Universidade Federal de Goiás em Goiânia, formando-se em 2018.
Kadojeba trabalha como Agente Indígena de Saneamento como parte da Secretaria Especial de Saúde Indígena.

## Filmografia
Kadojeba produziu vários curta metragens sobre a luta indígena no Brasil.
Seu projeto mais notável é seu primeiro filme “Boe Ero Kurireu – A Grande Tradição Bororo” (2007), em que indígenas falam sobre suas próprias vidas e problemas. Este filme foca em como pessoas reagem contra os poderes injustiças na área. “Boe Ero Kurireu”, e os filmes que seguiram, como “Meio Ambiente – Xavantes e Bororos filmam juntos” e “Rópru Boegigudo | Poluição”  dão a voz aos indígenas por dizer quais são as problemas mais injustiças e perigosas nas aldeias nativas.

### Boe Ero Kurireu (2007)
Este filme tem aproximadamente 30 minutos de duração. Neste vídeo o narrador fala das tradições funerais. Os jovens aprendem da cultura bororo participando no funeral. Eles dançam e cantam. No funeral só se fala a língua bororo.

### Dahödzé/Saúde (2011)
Este vídeo trata os problemas da saúde na aldeia Xavante. Eles falam das diferenças entre a época antes da colonização e hoje. Doenças, trabalho industrializado, e lixo no meio ambiente formam parte do problema.

### Meio Ambiente – Xavantes e Bororos filmam juntos (2013)
Trata de como os indígenas sofrem muito por conta das transformações no meio ambiente e da importância de lembrar aos jovens de como era antigamente.

### “Quando o índio mesmo filma a sua cultura, o vídeo é um espelho” (2013)
Kadojeba fala de porque ele mesmo filmou o funeral; ele diz que quando os brancos filmaram coisas na aldeia foi estranho. Mas ele conhece as normas que tem que seguir. O filme, para ele, e um tipo de espelho para a comunidade, para mostrar que as tradições têm uma importância.

### Conversa com Paulinho Ecerae Kadojeba (2017)
Kadojeba mostra onde ficam as aldeias. Ele diz que os bororo tem que obedecer ao governo porque são dependentes dele. Ele fala também das suas motivações para gravar; ele quer mostrar no nível nacional as realidades dos bororo

### Rópru Boegigudo | Poluição (2012)
O problema do lixão para a saúde. Lixão através da indústria, a introdução dos produtos industrializados, aos que os indígenas não estão acostumados. A harmonia com a natureza não existe mais.

### Tsõréhipãri re Romhöimana | Problemas na Aldeia Xavante Sangradouro (2011)
A influência da cultura dos brancos que causam problemas para a aldeia porque as tradições deles não estão acostumadas com as tradições dos brancos.

## Ideias principais
A crença central da filosofia de Kadojeba é que ele quer manter uma voz não invasiva no ativismo dele com os indígenas. Isso quer dizer que o estabelecimento de confiança mútua entre o team documentativo e os indígenas, o que dá um contraste com muitos ativistas ocidentais cujo trabalho pode ser não consensual. Ele apoia também a continuação e a promoção das tradições indígenas para fortalecer as identidades indígenas que existiam antes da época da colonização.